# Une femme nommée Golda
Pour les articles homonymes, voir Golda.
Pour plus de détails, voir Fiche technique et Distribution.
Une femme nommée Golda (A Woman Called Golda) est une mini-série américaine en deux parties de 100 minutes, réalisée par Alan Gibson, diffusée les 26 avril et 3 mai 1982 en syndication.
En France, il a été diffusé en quatre parties de 50 minutes du 26 mars au 16 avril 1983 sur Antenne 2, et au Québec à partir du 4 janvier 1984 à la Télévision de Radio-Canada.
Ce film biographique sur Golda Meir, incarnée par Ingrid Bergman, fut le dernier de l'actrice, qui mourut quatre mois après sa diffusion.

## Synopsis
Une femme nommée Golda s'ouvre sur une conférence donnée par la protagoniste en 1977 à des étudiants de l'université de Milwaukee, où elle avait étudié dans sa jeunesse. Rétrospectivement, le récit passe en revue les chapitres les plus importants de la vie de Golda Meir : son enfance à Kiev et son émigration aux États-Unis, son mariage avec Morris Mayerson, son émigration dans un kibboutz (ferme collective) en Palestine mandataire, ses relations avec Ehoud Avriel, son entrée dans la vie politique et diplomatique, la proclamation de l'État d'Israël, son passage en tant que ministre des affaires étrangères et, enfin, son arrivée à la tête du gouvernement israélien. Le programme s'efforce de présenter une image de Golda Meir comme une femme à forte personnalité, avec le tempérament et la ductilité nécessaires pour s'attaquer aux tâches diplomatiques difficiles qu'elle a dû entreprendre dans un environnement dominé par les hommes.

## Fiche technique
- Titre : Une femme nommée Golda
- Titre original : A Woman Called Golda
- Réalisation : Alan Gibson
- Scénario : Harold Gast et Steve Gethers
- Production : Harve Bennett producteur exécutif, Gene Corman, Lynn Guthrie et Marilyn Hall producteur associé
- Société de production : Operation Prime Time (OPT) et Paramount Television
- Musique : Michel Legrand
- Photographie : Adam Greenberg
- Montage : Robert F. Shugrue
- Direction artistique : Ariel Roshko
- Décorateur de plateau : Israel Vogelernteri
- Costumes : Barbara Lane
- Pays de production :  États-Unis
- Format : Couleur
- Genre : Drame biographique
- Durée : 200 minutes
- Date de sortie : États-Unis : 26 avril 1982

## Distribution
- Ingrid Bergman (VF : Nathalie Nerval) : Golda Meir
- Ned Beatty : Sénateur Durward
- Franklin Cover : Hubert Humphrey
- Judy Davis : Golda jeune
- Anne Jackson : Lou Kaddar / Narrateur
- Robert Loggia : Anouar el-Sadate
- Leonard Nimoy : Morris Meyerson
- Jack Thompson : Ariel
- Bruce Boa : M. Macy
- Anthony Bate : Sir Stuart Ross
- Ron Berglas : Stampler
- David de Keyser (en) : David Ben Gourion
- Barry Foster : Wingate
- Nigel Hawthorne : Roi Abdullah
- Yossi Graber (he) : Moshe Dayan
- Direction artistique de la version française : Hubert Noël

## Accueil critique
« La série américaine Une femme nommée Golda arrive à son terme. Elle ne laissera sans doute pas un grand souvenir, et il serait dangereux et malhonnête de prétendre l'utiliser comme référence historique tant les impasses et le parti pris sont flagrants. Malgré la caricature, Golda Meir restera pour l'histoire un personnage exceptionnel, et, pour son dernier rôle, Ingrid Bergman a réussi une composition extraordinaire. Dans ce quatrième et dernier épisode, la vieille dame exerce les responsabilités suprêmes : elle est le premier ministre de ce petit État qu'elle a porté sur les fonts baptismaux. Mais, rongée par la maladie, à 76 ans, après la guerre du Kippour, elle estime venu le temps de la retraite. On ne la reverra en public que fin 1977, lors de la visite d'Anouar el-Sadate à Jérusalem. Le réalisateur Alan Gibson a reconstitué la rencontre avec plus ou moins de bonheur. Autant Golda-Bergman est convaincante, autant Robert Loggia, qui joue le rôle du président égyptien, a du mal à passer. Cette scène-là existe dans toutes les mémoires et dans toutes les archives de toutes les télévisions du monde. Vouloir la reconstituer était bien périlleux. »

— Critique de Sud Ouest

### Récompenses
- Golden Globe de la meilleure actrice dans une mini-série ou un téléfilm pour Ingrid Bergman en 1983.
- 3 Emmy Award, dont un Emmy Award de la meilleure actrice pour Ingrid Bergman, sur 7 nominations en 1982.